# ヤナガワ牧場
有限会社ヤナガワ牧場（ヤナガワぼくじょう）は、北海道沙流郡日高町（旧門別町）にある競走馬（サラブレッド）の生産などを行う牧場。代表的な生産馬はサンライズバッカス、コパノリッキー、キタサンブラックなど。梁川正雄が創業し、北西牧場で牧場長を務めた長男・梁川正克が発展させた。創業者の孫で正克の長男である梁川正晋が三代目社長を務める。創業は北海道平取町で、本場を門別町へ移転。分場として国分農場を使用しており、国分農場で夜間放牧を行っている。

## 歴史

### 初代・梁川正雄による創業
ヤナガワ牧場は北海道平取町で始まった競走馬生産牧場で、日高軽種馬農業協同組合で獣医師をしていた梁川正雄が14頭の繁殖牝馬を抱えて1967年（昭和42年）に開業した。長男である1943年生まれの梁川正克は当時麻布大学の獣医科に在学する就活生だったが、日本中央競馬会への内定を蹴って父を助けるために実家に戻った。

### 北西牧場と梁川親子
同じ頃、芸能事務所新栄プロダクション創業者の西川幸男が生産牧場経営にも乗り出し、オーナーブリーダーになろうとしていた。西川は冠名「ウエスタン」を用いる馬主でもあり、新米馬主だった北島三郎に声をかけて二人の名字から「北」「西」を抜き出してつなげた「北西牧場」を開設した。西川は梁川正雄と深い関係を築いており、北西牧場開設にあたって正雄に牧場長就任をオファーした。
しかし正雄には既に自分の牧場があったため、父のために実家に戻ってきていた長男の正克が派遣されることになった。まだ若い正克は西川の強力なバックアップを受けながら牧場長として活躍し、1975年の天皇賞（秋）や1976年宝塚記念などを優勝したフジノパーシア、1979年の天皇賞（秋）を優勝したスリージャイアンツなど活躍馬を輩出した。

### 二代目・梁川正克による発展

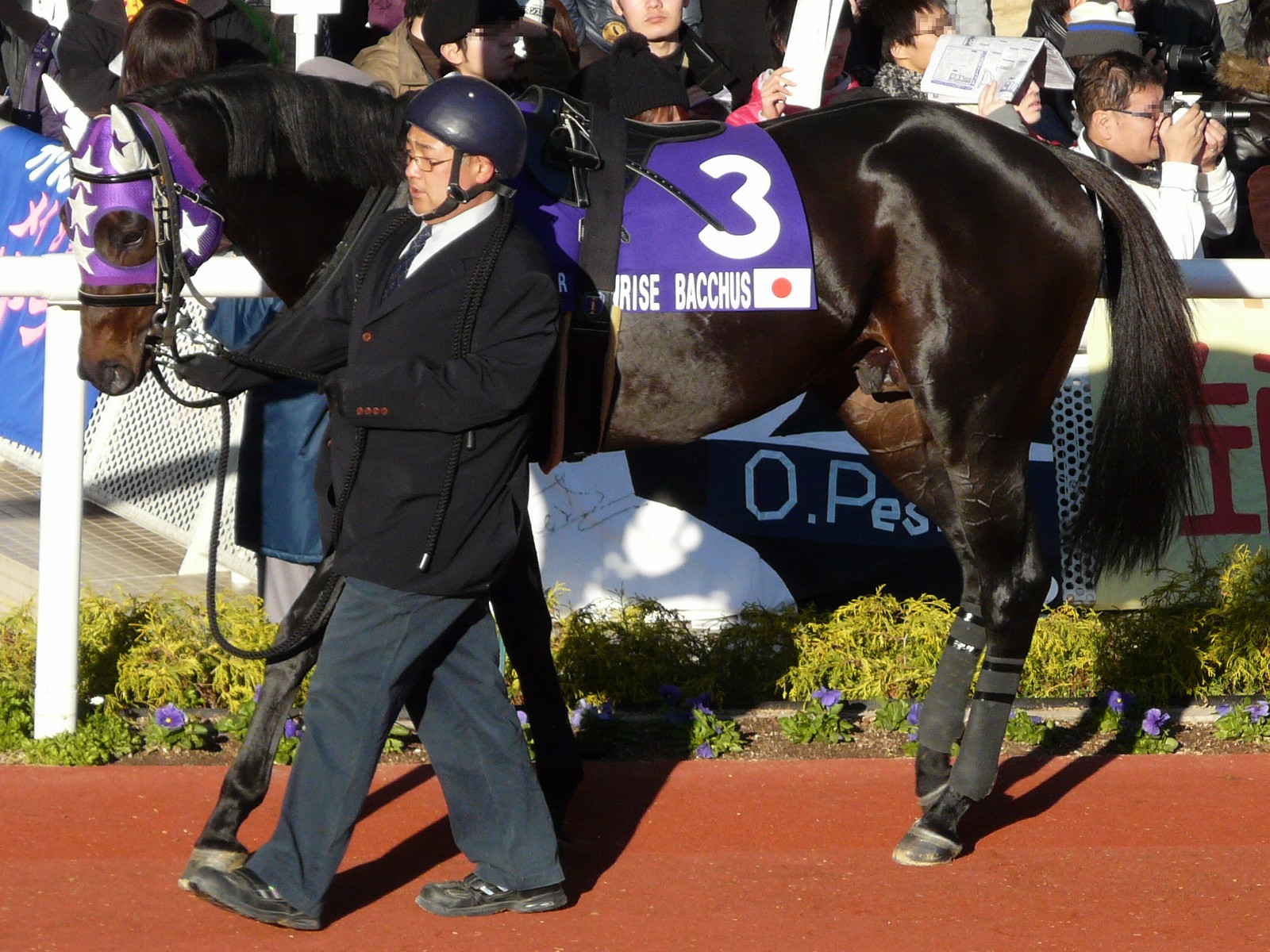
サンライズバッカス

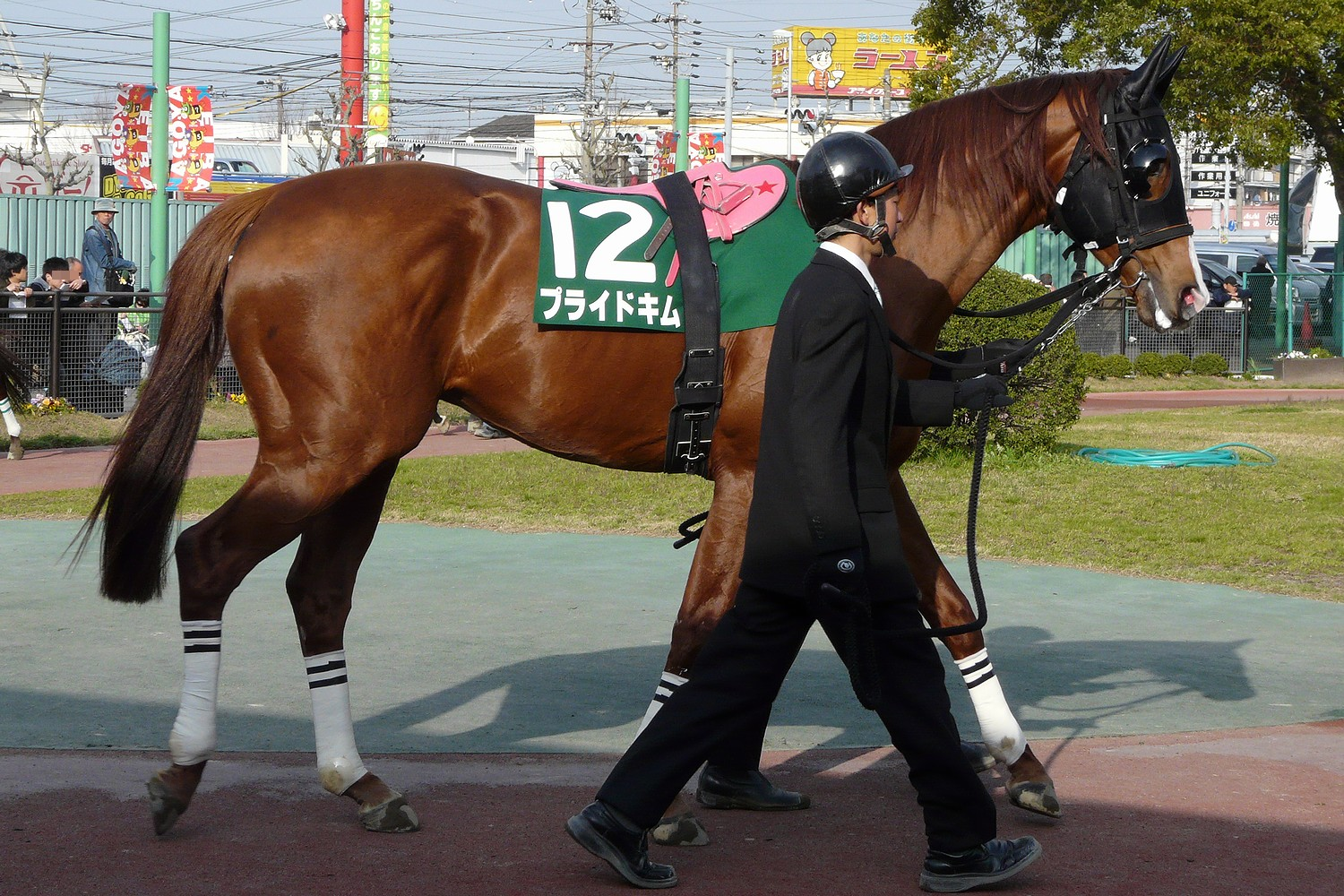
プライドキム

長男を北西牧場に送り出した後のヤナガワ牧場は創業者・正雄とその次男で切り盛りしていたが、送り出して10年ほど経過した後にその次男が27歳で急死していた。次男を欠いたことで牧場経営が立ち行かなくなり、正克は北西牧場長を辞めて、再び実家の救済に帰還した。
大物馬主が開設した北西牧場と比べて、ヤナガワ牧場は広さも馬質も劣る小規模牧場だった。正克は規模の違いに苦労したが、元上司の西川幸男から繁殖牝馬を1頭譲り受ける施しを受けたり、北西牧場時代に構築した調教師らの人脈を生かしたりなどして、経営を軌道に乗せることに成功した。
正雄が14頭の繁殖牝馬を抱えて創業したヤナガワ牧場は、正克が軌道に乗せて少しずつ牧場の規模を拡大させた。平取町の牧場を支場にし、新たに門別町の牧場を本場とする二場体制を築くようになっており、さらに繁殖牝馬も度々入れ替えて血統の更新に努めた。正克が二代目となる頃には50頭前後の繁殖牝馬を繋養するようになっており、活躍する生産馬も続々輩出した。
1988年（昭和63年）にはガクエンツービートが菊花賞に出走し、武豊が騎乗するスーパークリークに次ぐ2着となった。1989年（平成元年）にはリアルサファイヤがGIIIのフラワーカップを制覇。1992年（平成4年）には所有馬でもあるヒガシマジョルカがGIIIの函館記念を制覇。2002年（平成14年）にはプライドキムが交流GIである全日本2歳優駿で優勝。そして2007年（平成19年）にはサンライズバッカスがフェブラリーステークスを優勝し、JRAのGI初優勝を果たした。

### 三代目・梁川正晋の時代

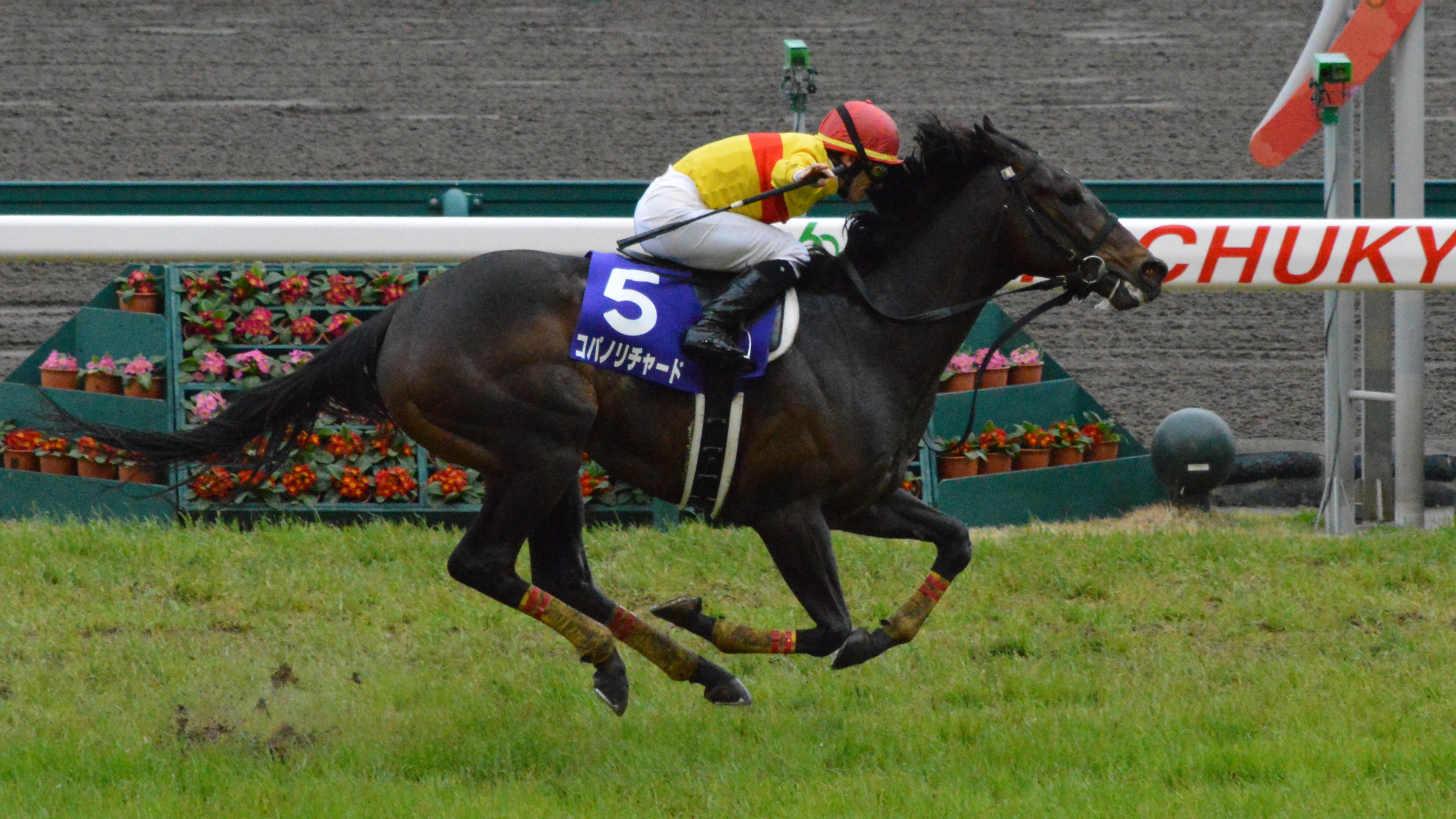
コパノリチャード

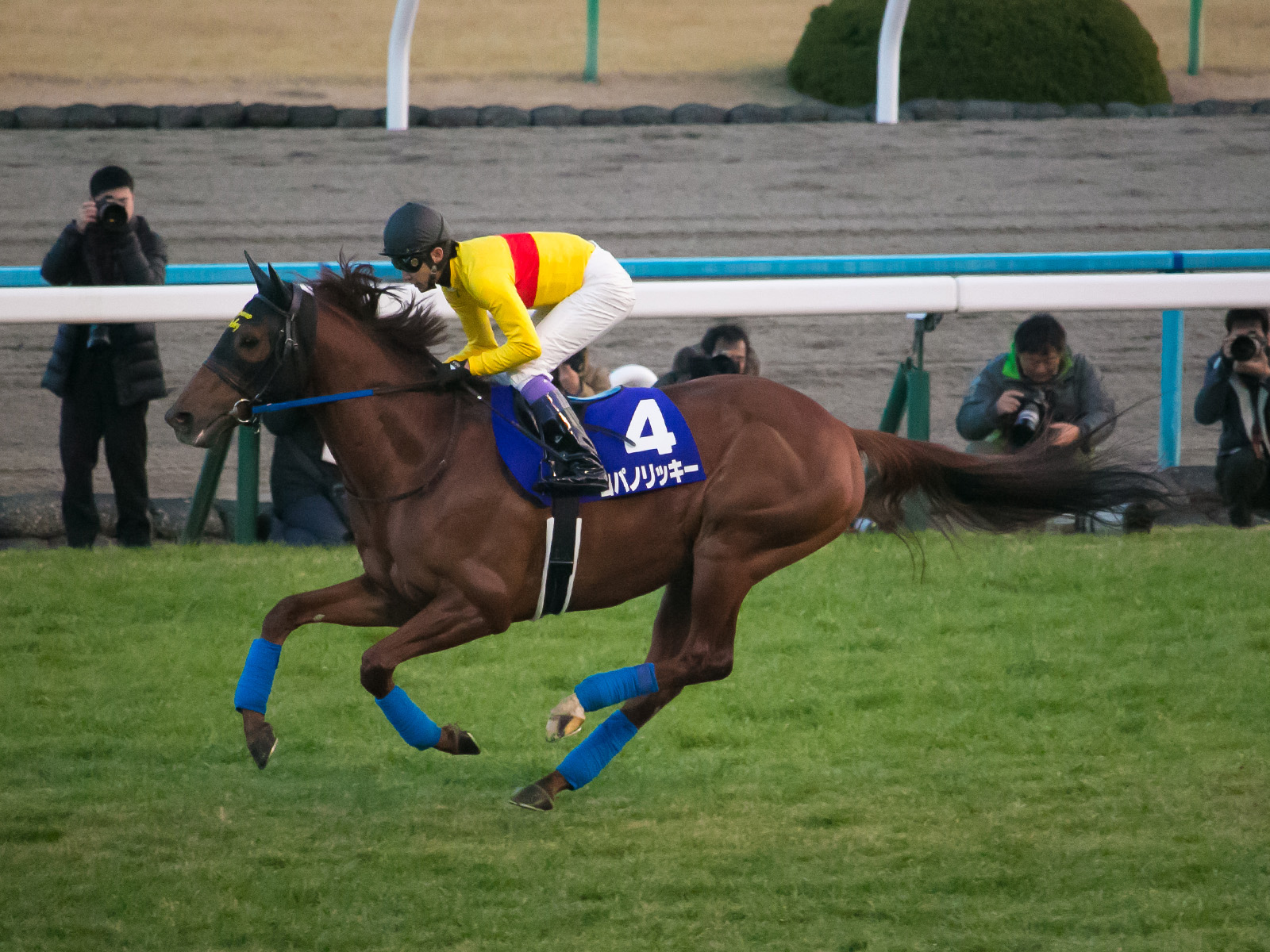
コパノリッキー

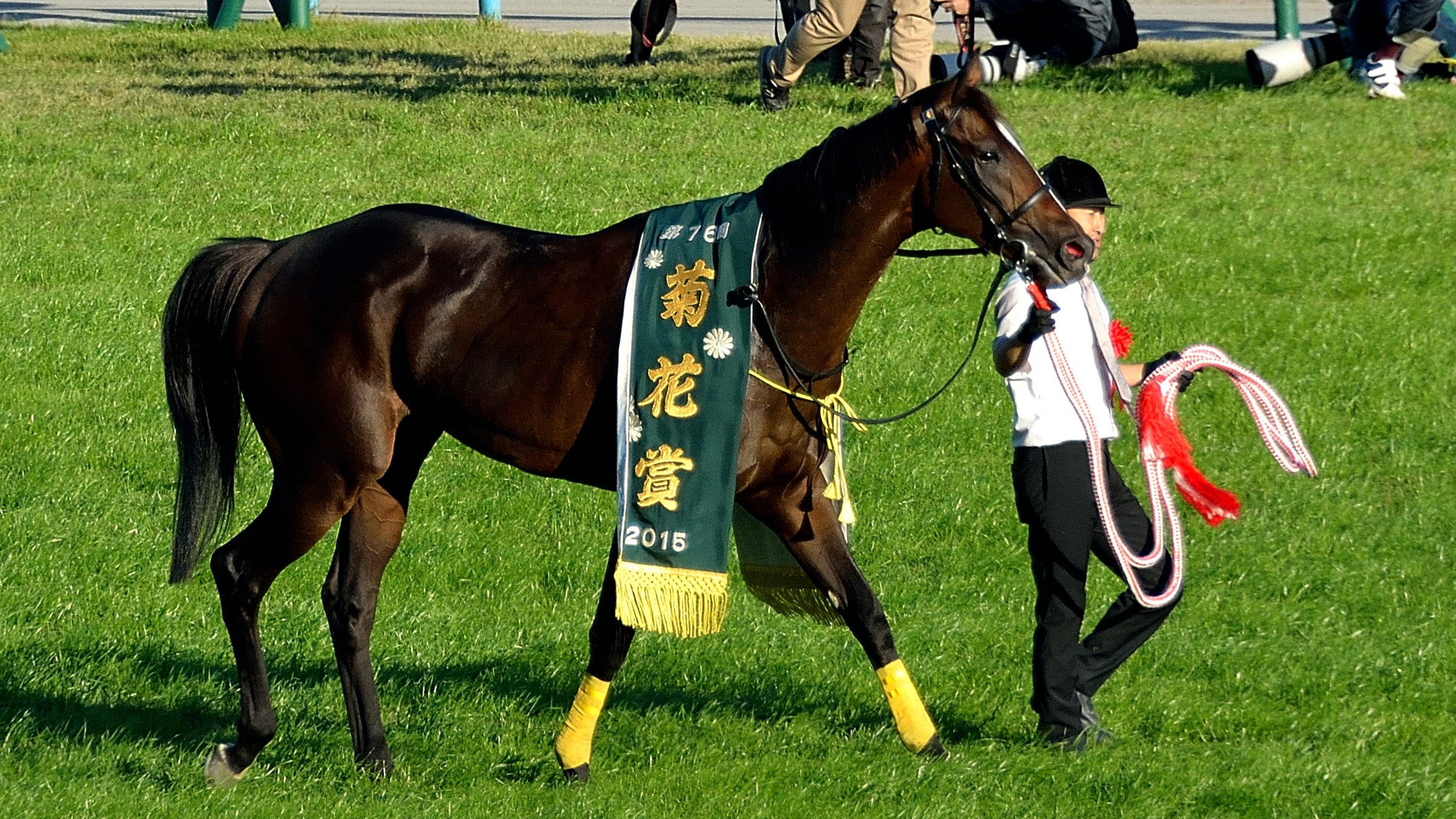
キタサンブラック

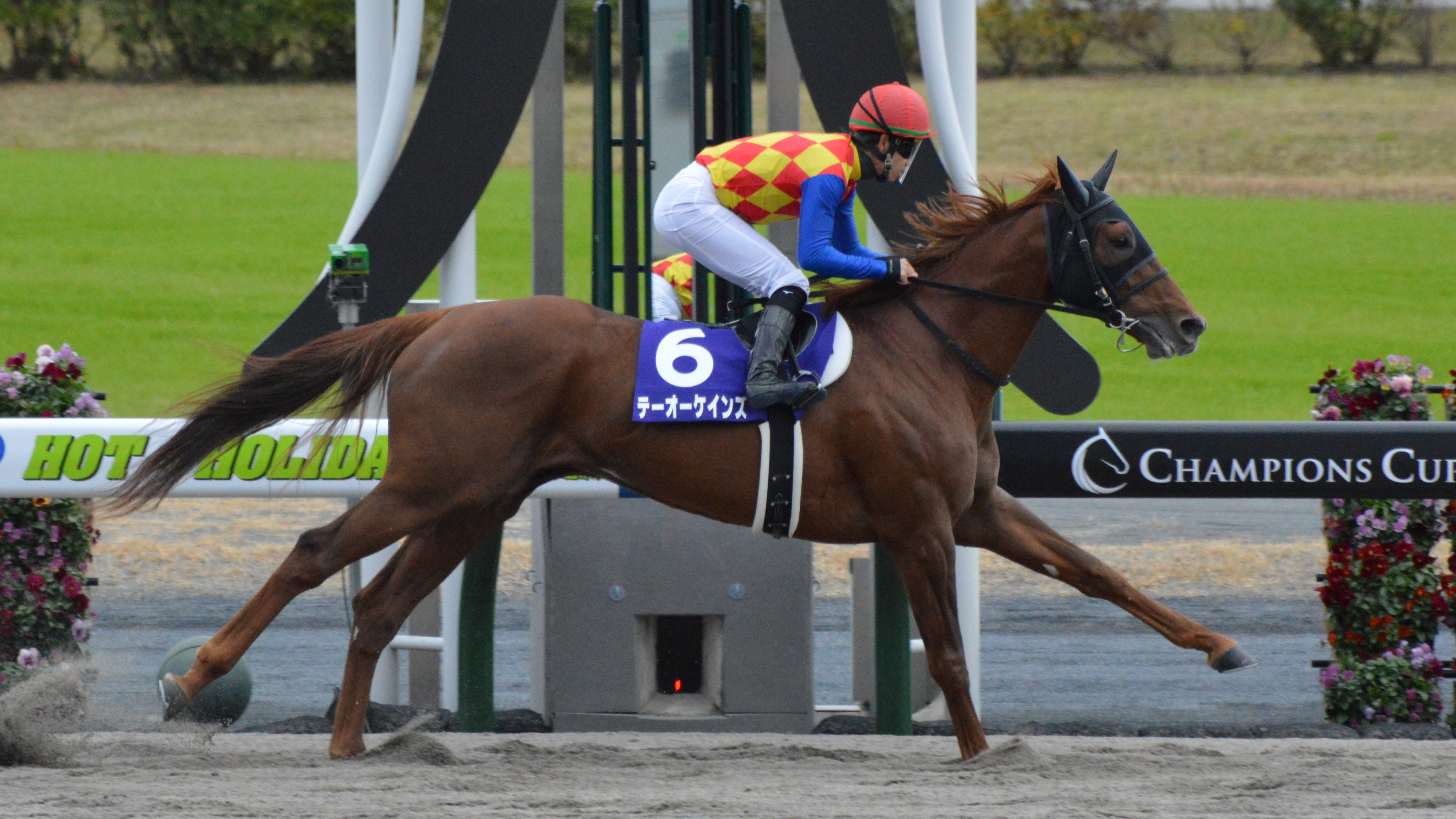
テーオーケインズ

2012年（平成24年）、二代目・正克の長男で創業者・正雄の孫の梁川正晋が三代目となっていた。ただ代替わりが発生したといっても、正晋によれば「代表者の名義を父から私に変えたというだけで（中略）特に変わりはありません」と、これといって特に変わったことをしなかったという。なお、正克は会長に就任。
ヤナガワ牧場は夜中も放牧地に馬を晒し続ける夜間放牧を実施するようになっており、夜間放牧を当歳の頃からするようになった最初の世代にコパノリチャードやコパノリッキーがいた。コパノリチャードは2014年の高松宮記念（GI）を優勝し、コパノリッキーは同年からフェブラリーステークスを連覇するなど活躍し、サンライズバッカスに続くJRA・GIタイトルを奪取。2017年の引退までに「GI級」で史上最多の11勝を挙げた。
この頃の従業員は10名で、約45頭の繁殖牝馬とその仔も管理する体制になっていた。河村清明によると、規模的には家族経営の小牧場にも大手牧場にも当てはまらない「中堅と書くのが適当である」牧場だった。2012年には35頭以上の仔を生産しており、アレスバローズやキタサンブラックがいた。キタサンブラックは1歳秋まで牧場で育てられたが、当歳の頃から夜間放牧をこなしていた。
キタサンブラックは2015年（平成27年）に菊花賞を制し、2017年の引退レースである有馬記念を含めてGI・7勝をあげた。アレスバローズは、2018年のCBC賞（GIII）及び北九州記念（GIII）を連勝してサマースプリントシリーズの王者に輝くことになる。2021年（令和3年）にはテーオーケインズがチャンピオンズカップを制し、4年振りに生産馬がGIを勝利した。

## 設備・特徴
当牧場の敷地40ヘクタール内には厩舎3棟、ウォーキングマシーンなどが完備されている。ほかに分場として国分農場を使用しており、夜間放牧は国分農場で行っている。なお、当牧場の生産馬は育成牧場として吉澤ステーブルを多く利用している。

## 生産馬の購入者とエピソード

### 松岡隆雄と「サンライズ」たち
馬主・松岡隆雄の冠名は「サンライズ」で、1998年に鳴尾記念を制したサンライズフラッグ、2002年と2005年にに産経大阪杯を制したサンライズペガサス、2007年にフェブラリーステークスを制したサンライズバッカス、2021年にシリウスステークス、2022年にみやこステークスを制したサンライズホープなどを所有した。

### 小林祥晃とコパノリッキー

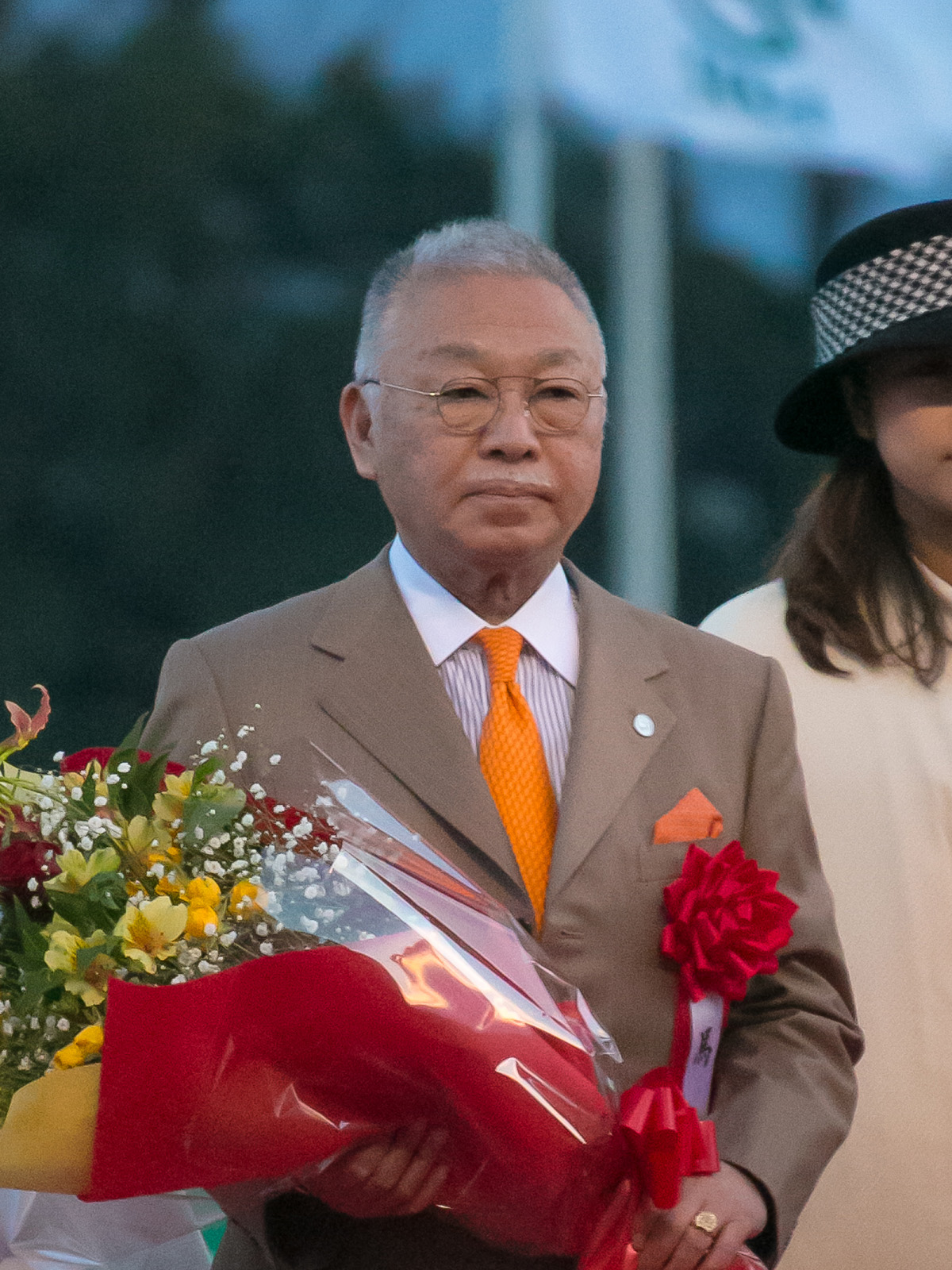
小林祥晃（2018年1月6日、コパノリッキー引退式）

Dr.コパ（小林祥晃）が初めてヤナガワ牧場から購入したのはコパノフウジンで、その際に風水のアドバイスをし、新設する事務所も小林が図面を引いたという。それを契機に日高の牧場を訪問するよになり、集まって飲むようにもなったという。ヤナガワ牧場2代目の梁川正克とも飲み友達だといい、小林はヤナガワ牧場産のコパノリチャードやコパノリッキーなどを所有する。
コパノリッキー（以下、リッキー）の母であるコパノニキータも小林の所有馬で、正克とは「ダートの長いところを走れる馬を作ろうよ」という話をしており、「産駒が生まれたら教えて」と伝えていたという。リッキーはかしわ記念、JBCクラシック、マイルチャンピオンシップ南部杯などを制し、GI・JpnI級で11勝を挙げた。小林はリッキーの引退式で「芝を走らせたかったんです。リッキーの子供で芝のG1を勝ちたいですよね」と語っている。

### 北島三郎とキタサンブラック

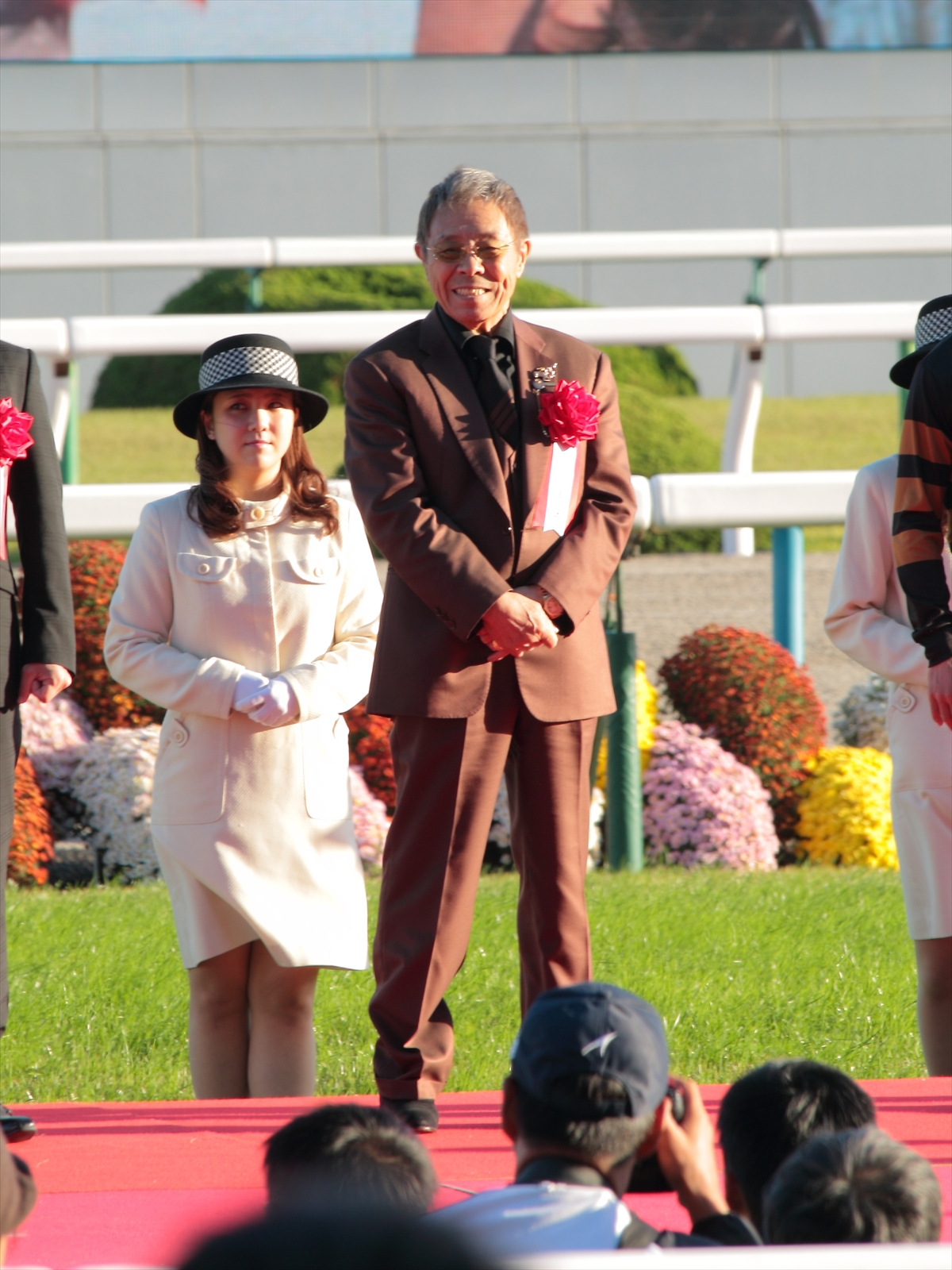
北島三郎（2015年10月25日、菊花賞）

2012年に生産された牡馬の中ではキタサンブラックを2番目に評価していたが、活躍馬に乏しい牝系に属するため活躍を保証する自信がなく、牧場を訪れる調教師や馬主などの得意先にたやすく薦められなかった。買い手がつかないため当初セリへ上場させて売却しようと考えていたが、さらには売却すらも諦め、牧場所有で馬主との共同名義で競走馬としてデビューさせることも検討していた。
前代・正克の頃から半世紀ほど経ってもヤナガワ牧場と北島三郎との関係は途切れておらず（節「#北西牧場と梁川親子」も参照）、正晋は北島にキタサンブラックが当歳の頃から「いい馬がいますよ」とは伝えていたが、北島の関係者が牧場を訪れて推薦する頃は売却できるか否かの瀬戸際であった。北島は正克と数十年ぶりに再会し、キタサンブラックとも対面。キタサンブラックと目を合わせた際に「瞳の光の凄さに惹きつけられてしまった」と術懐しており、北島は帰途でヤナガワ牧場へ電話をかけ、350万円で購入した。

## 生産馬・所有馬

### 主な生産馬
（重賞競走優勝馬）
- リアルサファイヤ（1989年フラワーカップ）[12]
- ツルマイアスワン（1990年ラジオたんぱ賞）[49]
- ヒガシマジョルカ（1992年函館記念）[14]
- アラシ（1992年福島記念、1993年中京記念）[50]
- システィーナ（1995年京都牝馬特別）[51]
- サンライズフラッグ（1998年鳴尾記念）[31]
- サンライズペガサス（2002年産経大阪杯、2005年産経大阪杯、毎日王冠）[32]
- プライドキム（2004年兵庫ジュニアグランプリ、全日本2歳優駿、2007年船橋記念、報知グランプリカップ、2008年クラスターカップ）[16]
- サンライズバッカス（2005年武蔵野ステークス、2007年フェブラリーステークス）[33]
- ブラボーデイジー（2009年福島牝馬ステークス、2010年エンプレス杯）[52]
- コパノリチャード（2013年アーリントンカップ、スワンステークス、2014年阪急杯、高松宮記念）[38]
- コパノリッキー（2013年兵庫チャンピオンシップ、2014年フェブラリーステークス、かしわ記念、JBCクラシック、2015年東海ステークス、JBCクラシック、2016年かしわ記念、帝王賞、マイルチャンピオンシップ南部杯、2017年かしわ記念、マイルチャンピオンシップ南部杯、東京大賞典）[39]
- サイモンロード（2013年梅見月杯、東海桜花賞、東海菊花賞、2014年名古屋記念、梅見月杯、2015年名古屋記念、梅見月杯）[53]
- メイショウヨウドウ（2014年東京ジャンプステークス）
- キタサンブラック（2015年菊花賞、スプリングステークス、セントライト記念、2016年天皇賞（春）、京都大賞典、ジャパンカップ、2017年大阪杯、天皇賞（春）、天皇賞（秋）、有馬記念）[54]
- アレスバローズ（2018年CBC賞、北九州記念）[55]
- サンライズノヴァ （2017年ユニコーンステークス、2018年武蔵野ステークス、2019年マイルチャンピオンシップ南部杯、2020年プロキオンステークス、武蔵野ステークス）[56]
- テーオーケインズ（2021年アンタレスステークス、帝王賞、チャンピオンズカップ、2022年平安ステークス、JBCクラシック）[57]
- サンライズホープ（2021年シリウスステークス、2022年みやこステークス）[34]
- テーオーソクラテス(2023年小倉サマージャンプ)[58]
- シュガークン（2024年青葉賞）

（その他）
- ガクエンツービート（1988年青葉賞（当時OP[59]）、菊花賞2着）[60]
- コパノフウジン（2006年福島民友カップ）[40]
- テーオーパスワード（2024年伏竜ステークス、ケンタッキーダービー5着）

※太字はGI級競走

### 主な所有馬
牧場名義で日本中央競馬会に馬主登録されており、勝負服の柄は黄、緑襷、袖緑縦縞を使用しており、冠名は「ヒガシ - 」と「マスター - 」を使用しているが使用しない馬もいる。
- ヒガシマジョルカ（1992年函館記念）[14]

### 主な繋養馬
- シュガーハート（キタサンブラックの母[54][61]、2008年 - [要出典]）

（過去の繋養馬）
- 種牡馬
  - カイラスアモン[62]
  - ガクエンツービート[62]
- 繁殖牝馬
  - ヒガシマジョルカ（1994年 - 1995年10月死亡）[63]
  - リアルサファイヤ（サンライズバッカスの母[33][12]、1991年 - 2012年11月死亡[64][65]）